# 吉岡みね子
吉岡 みね子（よしおか みねこ、1948年 - ）は、日本のタイ文学者。本名・峯子。

## 経歴
長崎県長崎市生まれ。長崎県立長崎南高等学校を経て、1971年奈良女子大学文学部英文科卒、社団法人日泰貿易協会入社（81－83年バンコク日本人学校教諭）。同協会機関誌「タイ国情報」編集長、天理大学国際文化学部准教授、2009年定年退職。同大学「サテライト」語学教室講師、広島タイ交流協会顧問、東大阪大学教授。

## 著書
- 『文学で読むタイ 近代化の苦悩、この百年』創元社 1993
- 『タイ文学の土壌 思想と社会』渓水社 1999
- 『タイ国家と文学』溪水社 2010

### 翻訳
- スワンニー・スコンター『サーラピーの咲く季節』吉岡峯子訳　段々社 現代アジアの女性作家秀作シリーズ　1983
- ドゥアンチャイ『業の罠』大同生命国際文化基金 アジアの現代文芸 タイ 1986
- サティエン・チャンティマートーン『チャオプラヤー河の流れ タイ文学と社会思想』編訳 大同生命国際文化基金 アジアの現代文芸 タイ 1987
- レヌー・ワタナクン『タイ・仏教の詩』石本暁美写真 段々社 1988
- ワット・ワンラヤーンクーン『マプラーオの楽章』大同生命国際文化基金 アジアの現代文芸 タイ 1989
- 『ナーンラム タイ作家・詩人選集』タイ国言語・図書協会編 編訳 大同生命国際文化基金 アジアの現代文芸 タイ 1990
- サクチャイ・バムルンポン『地、水そして花』大同生命国際文化基金 アジアの現代文芸 タイ 1991
- スワンニー・スコンター『サーラピーの咲く季節』吉岡峯子訳　段々社 現代アジアの女性作家秀作シリーズ　1996
- 『タイの大地の上で 現代作家・詩人選集』編訳 大同生命国際文化基金 アジアの現代文芸 タイ 1999
- セーニー・サオワポン『敗者の勝利』大同生命国際文化基金 アジアの現代文芸  タイ 2004
- M.R.ニミットモンコン・ナワラット『幻想の国』大同生命国際文化基金 アジアの現代文芸 タイ 2009